# Neo Tokyo
Neo Tokyo (Japonés: 迷宮物語;  Hepburn: Meikyū Monogatari?,  lit. ‘Historias del laberinto’), es una película antológica de animación japonesa estrenada el 25 de septiembre de 1987, del género de ciencia ficción, producida por Madhouse.
Concebido y producido por los fundadores de Madhouse, Masao Maruyama y Rintaro; adapta los cuentos de Taku Mayumura que aparecen en la colección Laberinto de cuentos de 1986.

## Argumento

### El laberinto
El laberinto (Japonés: ラビリンス＊ラビリントス ;  Hepburn: Rabirinsu* rabirintosu?,  lit. ‘Laberinto * laberinto’), cortometraje dirigido por Rintaro, narra la historia de Sachi, una niña que juega al escondite con su gato Cicerón. Junto con este se introducen a través del espejo en un laberinto mágico.

### El piloto de carreras
El piloto de carreras (Japonés: 走る男 ;  Hepburn: Hashiru otoko?,  lit. ‘Hombre que corre’), cortometraje dirigido por Yoshiaki Kawajiri, narra la historia de Zack Hugh, un consagrado piloto campeón del circuito de carreras ‘Circo de la muerte’.

### Trabajos de construcción suspendidos
La guerra entre las constructoras y la selva, la técnica y la naturaleza, va a caer con todo su peso sobre un empleado... ¿Quién controla a quién?

## Datos técnicos
|                         | Datos                             |
| ----------------------- | --------------------------------- |
| Producido por           | Haruki Kadokawa , Kadokawa Shoten |
| Original                | Taku Mayumura                     |
| Composición / Productor | Masao Maruyama , Rintaro          |
| Efectos especiales      | Kaoru Tanifuji                    |
| Director de fotografía  | Kinichi Ishikawa                  |
| Supervisor técnico      | Ban Yamaki                        |
| Editado por             | Harutoshi Ogata                   |
| Efecto                  | Shizuo Kurahashi                  |
| Grabación               | Ichiro Tsujii                     |
| Música                  | Mickie Yoshino                    |
| Productor musical       | Hikaru Ishikawa                   |
| Productor de sonido     | Susumu Akitagawa                  |
| Producción de sonido    | Magic Capsule ( Masafumi Mima )   |
| Asistente de dirección  | Naoko Kusumi                      |
| Producido por           | Argos , Madhouse                  |
| Distribución            | Toho Co., Ltd.                    |